# Jean-Pierre Lepine
Jean-Pierre Lepine (28 juni 1959) is een Belgisch politicus voor de PS.

## Levensloop
Lepine, zoon van een Belgische vader en een Italiaanse moeder, is van opleiding boekhoudkundige en werd beroepshalve bediende, van 1981 tot 1987 bij de Socialistische Mutualiteiten en daarna voor de intercommunales ISPH (1987-2005) en IDEA (vanaf 2005). Hij was ook actief als monitor bij socialistische vakantiekampen.
In 1978 werd hij lid van de PS. Voor deze partij is Lepine sinds 1989 gemeenteraadslid van Quaregnon. Van 1995 tot 2012 was hij er schepen en van 2012 tot 2021 was hij burgemeester van de gemeente. In april 2021 nam hij ontslag als burgemeester ten voordele van zijn partijgenoot Damien Jenart en werd hij voorzitter van de gemeenteraad van Quaregnon. Hij was eveneens van 2012 tot 2019 provincieraadslid van Henegouwen.
Bij de Waalse verkiezingen van 26 mei 2019 werd Lepine verkozen tot lid van het Waals Parlement en het Parlement van de Franse Gemeenschap, als verkozene voor het arrondissement Bergen. In het Waals Parlement was hij van 2019 tot 2024 voorzitter van de commissie Leefmilieu, Natuur en Dierenwelzijn, in het Parlement van de Franse Gemeenschap was hij tezelfdertijd vast lid van de commissie Begroting, Openbaar Ambt, Gelijke Kansen en Schoolgebouwen.
Op 9 juni 2024 stond hij als eerste opvolger op de Waalse lijst in de kieskring Bergen. Omdat de verkozen Florence Monier verzaakte aan haar mandaat, kon hij dezelfde maand nog terugkeren in het Waals Parlement en het Parlement van de Franse Gemeenschap.